# Листовські
Листовські (пол. Listowski, рос. Листовские) — дворянський рід.

## Походження
Дворянська гілка походить від колезького асесора Степана Андрійовича Листовського (†1843).
Рід дворян Листовських внесений в 3-ю частину дворянської родовідної книги Казанської губернії.

## Опис герба
В блакитному полі якір і меч в андріївський хрест.
Щит увінчаний дворянським шоломом і короною. Нашоломник: Намет на щиті блакитний, підкладений сріблом,